# Champions Trophy d'Asie féminin 2024
Navigation
Ranchi 2023
Le Champions Trophy d'Asie féminin 2024 sera la 8e édition du Champions Trophy d'Asie féminin, un tournoi féminin de hockey sur gazon pour les six meilleures équipes asiatiques organisé par la Fédération asiatique de hockey. La compétition se tiendra du 11 au 20 novembre 2024 à Rajgir dans l'état de Bihar en Inde.

## Équipes participantes
Les six meilleures équipes asiatiques sur base du classement mondial ont été désignées par l'AHF pour concourir à la compétition,.
- Chine
- Inde
- Japon
- Corée du Sud
- Malaisie
- Thaïlande

## Premier tour

### Déroulement
Le calendrier des matchs a été dévoilé le 8 octobre 2024.
Les six équipes sont réparties en un seul groupe de six équipes au premier tour. Le format est celui d'un tournoi toutes rondes simple : chaque équipe joue un match contre les cinq autres équipes du même groupe.
La quatre premiers du premier tour sont qualifiés pour les demi-finales tandis que les deux derniers du premier tour s'affrontent dans un match pour la 5e place.

### Tournoi toutes rondes
Légende:
- Tour pour les médailles
- Match pour la 5e place

| Rang | Équipe       | Pts | J | G | N | P | Bp | Bc | Diff |  | Résultats    |  |     |     |     |     |      |
| ---- | ------------ | --- | - | - | - | - | -- | -- | ---- |  | ------------ |  | --- | --- | --- | --- | ---- |
| 1    | Inde H T     | 15  | 5 | 5 | 0 | 0 | 26 | 2  | +24  |  | Chine        |  | 0-3 | 2-1 | 2-0 | 5-0 | 15-0 |
| 2    | Chine        | 12  | 5 | 4 | 0 | 1 | 24 | 4  | +20  |  | Inde H T     |  |     | 3-0 | 3-2 | 4-0 | 13-0 |
| 3    | Malaisie     | 6   | 5 | 2 | 0 | 3 | 5  | 12 | -7   |  | Japon        |  |     |     | 2-2 | 2-1 | 1-1  |
| 4    | Japon        | 5   | 5 | 1 | 2 | 2 | 6  | 9  | -3   |  | Corée du Sud |  |     |     |     | 1-2 | 4-0  |
| 5    | Corée du Sud | 4   | 5 | 1 | 1 | 3 | 9  | 9  | 0    |  | Malaisie     |  |     |     |     |     | 2-0  |
| 6    | Thaïlande    | 1   | 5 | 0 | 1 | 4 | 1  | 35 | -34  |  | Thaïlande    |  |     |     |     |     |      |

| Match 1                | Japon                  | 2 - 2   | Corée du Sud                 |                                                                        |                                                                        |
| 11 novembre 2024 12h45 | Tanaka 5e · Oshima 35e | (1 - 1) | 12e Park M.H. · 57e Lee Y.J. | Arbitrage : Cassidy Gallagher Liu Yao Arbitre vidéo : Ruchida Wankhede | Arbitrage : Cassidy Gallagher Liu Yao Arbitre vidéo : Ruchida Wankhede |
| 11 novembre 2024 12h45 | Rapport                |         |                              | Arbitrage : Cassidy Gallagher Liu Yao Arbitre vidéo : Ruchida Wankhede | Arbitrage : Cassidy Gallagher Liu Yao Arbitre vidéo : Ruchida Wankhede |

| Match 2                | Chine | 15 - 0  | Thaïlande |                                                                     |                                                                     |
| 11 novembre 2024 14h30 | Xu Y.A. 5e, 43e, 55e · Ma X.Y. 7e, 52e · Ma X.J. 14e, 28e · Deng Q.C. 20e · Yu A.H. 32e, 40e · Tan J.Z. 34e, 45e · Fan Y.X. 44e · Zeng X.L. 48e · Huang H.Y. 57e | (5 - 0) |           | Arbitrage : Priti Singh Junko Wagatsuma Arbitre vidéo : Valérie Koh | Arbitrage : Priti Singh Junko Wagatsuma Arbitre vidéo : Valérie Koh |
| 11 novembre 2024 14h30 | Rapport |         |           | Arbitrage : Priti Singh Junko Wagatsuma Arbitre vidéo : Valérie Koh | Arbitrage : Priti Singh Junko Wagatsuma Arbitre vidéo : Valérie Koh |

| Match 3                | Inde                                     | 4 - 0   | Malaisie |                                                                                     |                                                                                     |
| 11 novembre 2024 16h45 | Sangita 8e, 55e · Preeti 43e · Udita 44e | (1 - 0) |          | Arbitrage : Kim Yoonseon Ornpimol Kittiteerasopon Arbitre vidéo : Cassidy Gallagher | Arbitrage : Kim Yoonseon Ornpimol Kittiteerasopon Arbitre vidéo : Cassidy Gallagher |
| 11 novembre 2024 16h45 | Rapport                                  |         |          | Arbitrage : Kim Yoonseon Ornpimol Kittiteerasopon Arbitre vidéo : Cassidy Gallagher | Arbitrage : Kim Yoonseon Ornpimol Kittiteerasopon Arbitre vidéo : Cassidy Gallagher |

| Match 4                | Thaïlande   | 1 - 1   | Japon        |                                                                           |                                                                           |
| 12 novembre 2024 12h15 | Kunjira 12e | (1 - 0) | 55e Hasegawa | Arbitrage : Ruchida Wankhede Norasyikin Shariudin Arbitre vidéo : Liu Yao | Arbitrage : Ruchida Wankhede Norasyikin Shariudin Arbitre vidéo : Liu Yao |
| 12 novembre 2024 12h15 | Rapport     |         |              | Arbitrage : Ruchida Wankhede Norasyikin Shariudin Arbitre vidéo : Liu Yao | Arbitrage : Ruchida Wankhede Norasyikin Shariudin Arbitre vidéo : Liu Yao |

| Match 5                | Chine                                                          | 5 - 0   | Malaisie |                                                                  |                                                                  |
| 12 novembre 2024 14h30 | Yu A.H. 12e · Tan J.Z. 41e, 55e · Wang L.H. 49e · Hao G.T. 57e | (1 - 0) |          | Arbitrage : Kim Yoonseon Valérie Koh Arbitre vidéo : Priti Singh | Arbitrage : Kim Yoonseon Valérie Koh Arbitre vidéo : Priti Singh |
| 12 novembre 2024 14h30 | Rapport                                                        |         |          | Arbitrage : Kim Yoonseon Valérie Koh Arbitre vidéo : Priti Singh | Arbitrage : Kim Yoonseon Valérie Koh Arbitre vidéo : Priti Singh |

| Match 6                | Inde                          | 3 - 2   | Corée du Sud                  |                                                                                        |                                                                                        |
| 12 novembre 2024 16h45 | Sangita 3e · Deepika 20e, 57e | (2 - 0) | 34e Lee Y.R. · 38e Cheon E.B. | Arbitrage : Junko Wagatsuma Cassidy Gallagher Arbitre vidéo : Ornpimol Kittiteerasopon | Arbitrage : Junko Wagatsuma Cassidy Gallagher Arbitre vidéo : Ornpimol Kittiteerasopon |
| 12 novembre 2024 16h45 | Rapport                       |         |                               | Arbitrage : Junko Wagatsuma Cassidy Gallagher Arbitre vidéo : Ornpimol Kittiteerasopon | Arbitrage : Junko Wagatsuma Cassidy Gallagher Arbitre vidéo : Ornpimol Kittiteerasopon |

| Match 7                | Corée du Sud   | 1 - 2   | Malaisie                |                                                                      |                                                                      |
| 14 novembre 2024 12h15 | Cheon E.B. 15e | (1 - 0) | 36e Zati · 51e Mohammed | Arbitrage : Ruchida Wankhede Liu Yao Arbitre vidéo : Junko Wagatsuma | Arbitrage : Ruchida Wankhede Liu Yao Arbitre vidéo : Junko Wagatsuma |
| 14 novembre 2024 12h15 | Rapport        |         |                         | Arbitrage : Ruchida Wankhede Liu Yao Arbitre vidéo : Junko Wagatsuma | Arbitrage : Ruchida Wankhede Liu Yao Arbitre vidéo : Junko Wagatsuma |

| Match 8                | Japon     | 1 - 2   | Chine              |                                                                                     |                                                                                     |
| 14 novembre 2024 14h30 | Saito 37e | (0 - 1) | 24e, 49e Wang L.H. | Arbitrage : Cassidy Gallagher Ornpimol Kittiteerasopon Arbitre vidéo : Kim Yoonseon | Arbitrage : Cassidy Gallagher Ornpimol Kittiteerasopon Arbitre vidéo : Kim Yoonseon |
| 14 novembre 2024 14h30 | Rapport   |         |                    | Arbitrage : Cassidy Gallagher Ornpimol Kittiteerasopon Arbitre vidéo : Kim Yoonseon | Arbitrage : Cassidy Gallagher Ornpimol Kittiteerasopon Arbitre vidéo : Kim Yoonseon |

| Match 9                | Inde | 13 - 0  | Thaïlande |                                                                              |                                                                              |
| 14 novembre 2024 16h45 | Deepika 3e, 19e, 43e, 45e, 45+e · Preeti 9e, 40e · Lalremsiami 12e, 56e · Beauty 30e, 53e · Chauhan 55e, 58e | (5 - 0) |           | Arbitrage : Norasyikin Shariudin Valérie Koh Arbitre vidéo : Junko Wagatsuma | Arbitrage : Norasyikin Shariudin Valérie Koh Arbitre vidéo : Junko Wagatsuma |
| 14 novembre 2024 16h45 | Rapport |         |           | Arbitrage : Norasyikin Shariudin Valérie Koh Arbitre vidéo : Junko Wagatsuma | Arbitrage : Norasyikin Shariudin Valérie Koh Arbitre vidéo : Junko Wagatsuma |

| Match 10               | Malaisie    | 1 - 2   | Japon                         |                                                                                   |                                                                                   |
| 16 novembre 2024 12h15 | N. Mohd 26e | (1 - 0) | 49e Kobayakawa · 51e Hasegawa | Arbitrage : Ornpimol Kittiteerasopon Valérie Koh Arbitre vidéo : Ruchida Wankhede | Arbitrage : Ornpimol Kittiteerasopon Valérie Koh Arbitre vidéo : Ruchida Wankhede |
| 16 novembre 2024 12h15 | Rapport     |         |                               | Arbitrage : Ornpimol Kittiteerasopon Valérie Koh Arbitre vidéo : Ruchida Wankhede | Arbitrage : Ornpimol Kittiteerasopon Valérie Koh Arbitre vidéo : Ruchida Wankhede |

| Match 11               | Corée du Sud                                               | 4 - 0   | Thaïlande |                                                                      |                                                                      |
| 16 novembre 2024 14h30 | Lee Y.J. 30e · Park M.H. 40e · Seo D.H. 59e · Jin S.Y. 60e | (1 - 0) |           | Arbitrage : Priti Singh Norasyikin Shariudin Arbitre vidéo : Liu Yao | Arbitrage : Priti Singh Norasyikin Shariudin Arbitre vidéo : Liu Yao |
| 16 novembre 2024 14h30 | Rapport                                                    |         |           | Arbitrage : Priti Singh Norasyikin Shariudin Arbitre vidéo : Liu Yao | Arbitrage : Priti Singh Norasyikin Shariudin Arbitre vidéo : Liu Yao |

| Match 12               | Inde                                   | 3 - 0   | Chine |                                                                            |                                                                            |
| 16 novembre 2024 16h45 | Sangita 32e · Salima 37e · Deepika 60e | (0 - 0) |       | Arbitrage : Kim Yoonseon Junko Wagatsuma Arbitre vidéo : Cassidy Gallagher | Arbitrage : Kim Yoonseon Junko Wagatsuma Arbitre vidéo : Cassidy Gallagher |
| 16 novembre 2024 16h45 | Rapport                                |         |       | Arbitrage : Kim Yoonseon Junko Wagatsuma Arbitre vidéo : Cassidy Gallagher | Arbitrage : Kim Yoonseon Junko Wagatsuma Arbitre vidéo : Cassidy Gallagher |

| Match 13               | Malaisie                | 2 - 0   | Thaïlande |                                                                           |                                                                           |
| 17 novembre 2024 12h15 | Azhar 41e · N. Mohd 53e | (0 - 0) |           | Arbitrage : Ruchida Wankhede Junko Wagatsuma Arbitre vidéo : Kim Yoonseon | Arbitrage : Ruchida Wankhede Junko Wagatsuma Arbitre vidéo : Kim Yoonseon |
| 17 novembre 2024 12h15 | Rapport                 |         |           | Arbitrage : Ruchida Wankhede Junko Wagatsuma Arbitre vidéo : Kim Yoonseon | Arbitrage : Ruchida Wankhede Junko Wagatsuma Arbitre vidéo : Kim Yoonseon |

| Match 14               | Chine            | 2 - 0   | Corée du Sud |                                                                                |                                                                                |
| 17 novembre 2024 14h30 | Tan J.Z. 7e, 57e | (1 - 0) |              | Arbitrage : Norasyikin Shariudin Cassidy Gallagher Arbitre vidéo : Valérie Koh | Arbitrage : Norasyikin Shariudin Cassidy Gallagher Arbitre vidéo : Valérie Koh |
| 17 novembre 2024 14h30 | Rapport          |         |              | Arbitrage : Norasyikin Shariudin Cassidy Gallagher Arbitre vidéo : Valérie Koh | Arbitrage : Norasyikin Shariudin Cassidy Gallagher Arbitre vidéo : Valérie Koh |

| Match 15               | Inde                           | 3 - 0   | Japon |                                                                                   |                                                                                   |
| 17 novembre 2024 16h45 | Navneet 37e · Deepika 47e, 48e | (0 - 0) |       | Arbitrage : Ornpimol Kittiteerasopon Liu Yao Arbitre vidéo : Norasyikin Shariudin | Arbitrage : Ornpimol Kittiteerasopon Liu Yao Arbitre vidéo : Norasyikin Shariudin |
| 17 novembre 2024 16h45 | Rapport                        |         |       | Arbitrage : Ornpimol Kittiteerasopon Liu Yao Arbitre vidéo : Norasyikin Shariudin | Arbitrage : Ornpimol Kittiteerasopon Liu Yao Arbitre vidéo : Norasyikin Shariudin |

## Phase de classement

### Match pour la5eplace
| Match 16               | Corée du Sud                                | 3 - 0   | Thaïlande |                                                                          |                                                                          |
| 19 novembre 2024 11h45 | Kim M.J. 14e · Lee Y.R. 35e · Park S.Y. 45e | (1 - 0) |           | Arbitrage : Norasyikin Shariudin Junko Wagatsuma Arbitre vidéo : Liu Yao | Arbitrage : Norasyikin Shariudin Junko Wagatsuma Arbitre vidéo : Liu Yao |
| 19 novembre 2024 11h45 | Rapport                                     |         |           | Arbitrage : Norasyikin Shariudin Junko Wagatsuma Arbitre vidéo : Liu Yao | Arbitrage : Norasyikin Shariudin Junko Wagatsuma Arbitre vidéo : Liu Yao |

## Phase finale

### Tableau final
|  | Demi-finales     | Demi-finales     | Demi-finales     | Demi-finales     |                               |      | Finale           | Finale           | Finale           | Finale           |
|  |                  |                  |                  |                  |                               |      |                  |                  |                  |                  |
|  | 19 novembre 2024 | 19 novembre 2024 | 19 novembre 2024 | 19 novembre 2024 |                               |      | 20 novembre 2024 | 20 novembre 2024 | 20 novembre 2024 | 20 novembre 2024 |
|  | 1                | Inde             | 2                | 2                |                               |      | 20 novembre 2024 | 20 novembre 2024 | 20 novembre 2024 | 20 novembre 2024 |
|  | 1                | Inde             | 2                | 2                |                               |      | 20 novembre 2024 | 20 novembre 2024 | 20 novembre 2024 | 20 novembre 2024 |
|  | 4                | Japon            | 0                | 0                |                               |      | 20 novembre 2024 | 20 novembre 2024 | 20 novembre 2024 | 20 novembre 2024 |
|  | 4                | Japon            | 0                | 0                | 1                             | Inde | 1                | 1                |                  |                  |
|  | 19 novembre 2024 |                  |                  |                  | 1                             | Inde | 1                | 1                |                  |                  |
|  |                  |                  | 2                | Chine            | 0                             | 0    |                  |                  |                  |                  |
|  | 2                | Chine            | 2                | Chine            | 0                             | 0    | 3                | 3                |                  |                  |
|  | 2                | Chine            |                  |                  |                               |      |                  | 3                |                  |                  |
|  | 3                | Malaisie         | 1                | 1                |                               |      |                  |                  |                  |                  |
|  | 3                | Malaisie         | 1                | 1                | Match pour la troisième place |      |                  |                  |                  |                  |
|  |                  |                  |                  |                  |                               |      |                  |                  |                  |                  |
|  | 20 novembre 2024 |                  |                  |                  |                               |      |                  |                  |                  |                  |
|  | 4                | Japon            | 4                | 4                |                               |      |                  |                  |                  |                  |
|  | 4                | Japon            | 4                | 4                |                               |      |                  |                  |                  |                  |
|  | 3                | Malaisie         | 1                | 1                |                               |      |                  |                  |                  |                  |
|  | 3                | Malaisie         | 1                | 1                |                               |      |                  |                  |                  |                  |

### Demi-finales
| Match 17               | Chine                                       | 3 - 1   | Malaisie        |                                                                                        |                                                                                        |
| 19 novembre 2024 14h15 | Deng Q.C. 10e · Fan Y.X. 17e · Tan J.Z. 23e | (3 - 0) | 36e Khairunnisa | Arbitrage : Ornpimol Kittiteerasopon Cassidy Gallagher Arbitre vidéo : Junko Wagatsuma | Arbitrage : Ornpimol Kittiteerasopon Cassidy Gallagher Arbitre vidéo : Junko Wagatsuma |
| 19 novembre 2024 14h15 | Rapport                                     |         |                 | Arbitrage : Ornpimol Kittiteerasopon Cassidy Gallagher Arbitre vidéo : Junko Wagatsuma | Arbitrage : Ornpimol Kittiteerasopon Cassidy Gallagher Arbitre vidéo : Junko Wagatsuma |

| Match 18               | Inde                          | 2 - 0   | Japon |                                                                    |                                                                    |
| 19 novembre 2024 16h45 | Navneet 48e · Lalremsiami 56e | (0 - 0) |       | Arbitrage : Kim Yoonseon Liu Yao Arbitre vidéo : Cassidy Gallagher | Arbitrage : Kim Yoonseon Liu Yao Arbitre vidéo : Cassidy Gallagher |
| 19 novembre 2024 16h45 | Rapport                       |         |       | Arbitrage : Kim Yoonseon Liu Yao Arbitre vidéo : Cassidy Gallagher | Arbitrage : Kim Yoonseon Liu Yao Arbitre vidéo : Cassidy Gallagher |

### Match pour la3eplace
| Match 19               | Japon                                                  | 4 - 1   | Malaisie   |                                                                                |                                                                                |
| 20 novembre 2024 14h15 | Horikawa 3e · Murayama 24e · Tamura 28e · Hasegawa 35e | (3 - 0) | 48e Azmyra | Arbitrage : Liu Yao Ornpimol Kittiteerasopon Arbitre vidéo : Cassidy Gallagher | Arbitrage : Liu Yao Ornpimol Kittiteerasopon Arbitre vidéo : Cassidy Gallagher |
| 20 novembre 2024 14h15 | Rapport                                                |         |            | Arbitrage : Liu Yao Ornpimol Kittiteerasopon Arbitre vidéo : Cassidy Gallagher | Arbitrage : Liu Yao Ornpimol Kittiteerasopon Arbitre vidéo : Cassidy Gallagher |

### Finale
| Match 20               | Inde        | 1 - 0   | Chine |                                                                            |                                                                            |
| 20 novembre 2024 16h45 | Deepika 31e | (0 - 0) |       | Arbitrage : Junko Wagatsuma Kim Yoonseon Arbitre vidéo : Cassidy Gallagher | Arbitrage : Junko Wagatsuma Kim Yoonseon Arbitre vidéo : Cassidy Gallagher |
| 20 novembre 2024 16h45 | Rapport     |         |       | Arbitrage : Junko Wagatsuma Kim Yoonseon Arbitre vidéo : Cassidy Gallagher | Arbitrage : Junko Wagatsuma Kim Yoonseon Arbitre vidéo : Cassidy Gallagher |

## Statistiques

### Buteuses

#### 11 buts
- Deepika Sehrawat

#### 7 buts
- Tan Jinzhuang

#### 4 buts
- Sangita Kumari

#### 3 buts
- Wang Lihang
- Xu Yanan
- Yu Anhui
- Preeti Dubey
- Lalremsiami Hmarzote
- Navneet Kaur
- Miyu Hasegawa

#### 2 buts
- Deng Qiuchan
- Fan Yunxia
- Ma Xiaoyan
- Ma Xuejiao
- Manisha Chauhan
- Mayuri Horikawa
- Shiho Kobayakawa
- Hiroka Murayama
- Natsumi Oshima
- Hanami Saito
- Ayana Tamura
- Saki Tanaka
- Cheon Eunbi
- Lee Yujin
- Lee Yuri
- Park Mihyang
- Nur Mohd

#### 1 but
- Hao Guoting
- Huang Haiyan
- Zeng Xueling
- Udita Duhan
- Beauty Dungdung
- Salima Tete
- Jin Suyeon
- Kim Minjeong
- Park Seoyeon
- Seo Dahye
- Azmyra Azhairy
- Nur Azhar
- Nur Mohammed
- Khairunnisa Mohd
- Zati Muhamad
- Kunjira Inpa

### Classement final
| Rang                     | Équipe       | J | G | N | P | BP | BC | Diff | Pts | Classement mondial FIH | Classement mondial FIH | Classement mondial FIH |
| Rang                     | Équipe       | J | G | N | P | BP | BC | Diff | Pts | Avant                  | Après                  | Chgt                   |
| ------------------------ | ------------ | - | - | - | - | -- | -- | ---- | --- | ---------------------- | ---------------------- | ---------------------- |
| Médaille d'or, Asie      | Inde H T     | 7 | 7 | 0 | 0 | 29 | 2  | +27  | 21  | 9                      | 9                      | 0                      |
| Médaille d'argent, Asie  | Chine        | 7 | 5 | 0 | 2 | 27 | 6  | +21  | 15  | 6                      | 6                      | 0                      |
| Médaille de bronze, Asie | Japon        | 7 | 2 | 2 | 3 | 10 | 12 | -2   | 8   | 11                     | 11                     | 0                      |
| 4                        | Malaisie     | 7 | 2 | 0 | 5 | 7  | 19 | -12  | 6   | 23                     | 23                     | 0                      |
| Éliminés au premier tour |              |   |   |   |   |    |    |      |     |                        |                        |                        |
| 5                        | Corée du Sud | 6 | 2 | 1 | 3 | 12 | 9  | +3   | 7   | 15                     | 15                     | 0                      |
| 6                        | Thaïlande    | 6 | 0 | 1 | 5 | 1  | 38 | -37  | 1   | 29                     | 30                     | -1                     |